# Juan María Amiano
Juan María Amiano Mariñelarena, conocido en el mundo del fútbol como Amiano (Lecároz, Baztán, Navarra, 20 de noviembre de 1947), es un exfutbolista español, jugó en diferentes equipos profesionales a lo largo de la década de 1970. Su trayectoria abarca 241 partidos y 50 goles en la Primera división española.

## Biografía
Amiano nació en la localidad de Lecároz en el valle navarro del Baztán el 20 de noviembre de 1947. Se formó como futbolista en las filas del modesto Club Deportivo Oberena de Pamplona, equipo en el que ingresó como juvenil y en el que jugó hasta 1968. Con el Oberena Amiano llegó a jugar en la Tercera División española. 
Ante la tesitura de que Osasuna, equipo representativo de Navarra, pasaba por un mal momento de su historia (coincidía con Oberena en Tercera División), el prometedor delantero navarro tuvo que buscar su oportunidad de convertirse en futbolista profesional fuera de su tierra. Entre las distintas ofertas que se le plantearon, Amiano optó por fichar por el Real Club Deportivo Espanyol en diciembre de 1968
Sin embargo, Amiano tardó todavía en debutar oficialmente con los espanyolistas, Amiano fue cedido por lo que restaba de la temporada 1968-69 al Real Club Deportivo Mallorca de la Segunda División española, donde sufrió una lesión, que le impidió jugar demasiado. Durante la temporada 1969-70, el Espanyol lo cedió a su antiguo club, el CD Oberena, ya que Amiano debía realizar el servicio militar obligatorio durante esa temporada y su destino no era Barcelona.
Tras diversas vicisitudes finalmente debutó con el Real Club Deportivo Espanyol en 1970. Con los pericos jugó 7 temporadas en la primera división española totalizando 174 partidos en Primera y marcando 41 goles.
Destacó su papel en el equipo especialmente en la temporada 1971-72, en la que fue el máximo artillero del Espanyol (14 goles) y en la 1972-73, durante la que anotó 13 tantos.
Tras una última temporada relegado a la suplencia, en 1977 ficha por la Unión Deportiva Salamanca, donde con 6 goles es uno de los máximos artilleros del equipo durante la campaña 1977-78. Al finalizar esa temporada ficha por la Real Sociedad de Fútbol donde acabará su carrera. En la Real jugó 49 partidos y marcó 6 goles a lo largo de 3 temporadas. 
Amiano formó parte de la plantilla de la Real Sociedad que se proclamó campeona de Liga en la temporada 1980-81, pero solo jugó un minuto en toda la Liga aquella temporada. Se retiró al finalizar esa campaña.
Después de retirarse montó un negocio de carpintería en Navarra.

## Clubes
| Club          | País   | Año       |
| ------------- | ------ | --------- |
| CD Oberena    | España | 1965-1968 |
| RCD Mallorca  | España | 1969      |
| CD Oberena    | España | 1969-1970 |
| RCD Espanyol  | España | 1970-1977 |
| UD Salamanca  | España | 1977-1978 |
| Real Sociedad | España | 1978-1981 |

## Títulos

### Campeonatos nacionales
| Título | Club          | País   | Año  |
| ------ | ------------- | ------ | ---- |
| Liga   | Real Sociedad | España | 1981 |